# Petra Pogorevc
Petra Pogorevc, slovenska dramaturginja, urednica in pisateljica *30. januar 1972.
Po diplomi iz primerjalne književnosti in literarne teorije ter angleškega jezika na Filozofski fakulteti v Ljubljani je leta 1993 začela delati kot novinarka, kritičarka, publicistka in prevajalka. Petnajst let je v časopisu Dnevnik objavljala gledališke kritike ter članke s področja gledališča v domačih in tujih strokovnih revijah. Med letoma 2000 in 2002 je delala kot novinarka na Televiziji Slovenija, kjer je pripravljala prispevke za oddajo Studio City.
Leta 2000 je postala članica uredništva in pomočnica odgovornega urednika revije Maska. Med leti 2004 in 2006 je bila tam vodja založništva. Leta 2001 je samostojno uredila številko revije Maska na temo Nova evropska dramatika, leta 2006 pa skupaj z Bojano Kunst zbornik teoretskih razprav Sodobne scenske umetnosti. Aktivno se je udeleževala tudi festivalov. Na Tednu slovenske drame v Prešernovem gledališču Kranj je bila od leta 2000 do leta 2002 selektorica, leta 2003 pa je vodila mednarodni program in gostila več uglednih imen iz angleškega prostora: založnika Nicka Herna, kritika Aleksa Sierza, dramatika Martina Crimpa in literarnega menedžerja gledališča Royal Court Grahama Whybrowa. Leta 2002 je z Matejem Bogatajem vodila pogovore o tekmovalnih predstavah na Borštnikovem srečanju. Leta 2004 in 2005 je bila članica, leta 2006 pa predsednica strokovne žirije Borštnikovega srečanja.
Od leta 2007 je zaposlena v Mestnem gledališču ljubljanskem kot dramaturginja in urednica. Kot praktična dramaturginja je doslej sodelovala z mnogimi domačimi in tujimi režiserji, med drugim z Matejo Koležnik, Stanislavom Mošo, Barbaro Hieng Samobor, Ivico Buljanom, Diegom de Breo, Juretom Novakom, Miletom Korunom, Anjo Suša, Jernejem Lorencijem, Nino Rajić Kranjac in Janom Krmeljem. Od leta 2007 je tudi urednica hišne teatrološke zbirke Knjižnica MGL, kjer je doslej uredila preko trideset knjig s področja teorije in prakse sodobnih scenskih umetnosti.
Leta 2005 je prejela Stritarjevo nagrado za kritiško-esejistična besedila v rubriki Gledališki dnevnik v reviji Sodobnost.
Leta 2017 ji je Združenje slovenskih dramskih umetnikov za vodenje Knjižnice MGL podelilo nagrado Bršljanov venec za umetniške dosežke v letu 2016.
Leta 2020 je pri založbi Beletrina objavila svoj knjižni prvenec Rac: biografski roman o življenju Radka Poliča, ki je bil na Slovenskem knjižnem sejmu nominiran za naziv Knjige leta.
Leta 2022 je pri založbi Beletrina izšla še njena knjiga Joži: biografski roman o življenju Jožice Avbelj.